# Мејсон (Тексас)
Мејсон (енгл. Mason) град је у америчкој савезној држави Тексас. По попису становништва из 2010. у њему је живело 2.114 становника.

## Демографија
Према попису становништва из 2010. у граду је живело 2.114 становника, што је 20 (0,9%) становника мање него 2000. године.
| Група             | 2000.         | 2010.         |
| Белци             | 1.462 (68,5%) | 1.380 (65,3%) |
| Афроамериканци    | 4 (0,2%)      | 13 (0,6%)     |
| Азијати           | 1 (0,0%)      | 4 (0,2%)      |
| Хиспаноамериканци | 641 (30,0%)   | 698 (33,0%)   |
| Укупно            | 2.134         | 2.114         |